# Sainte-Luce (Québec)
Pour les articles homonymes, voir Sainte-Luce.

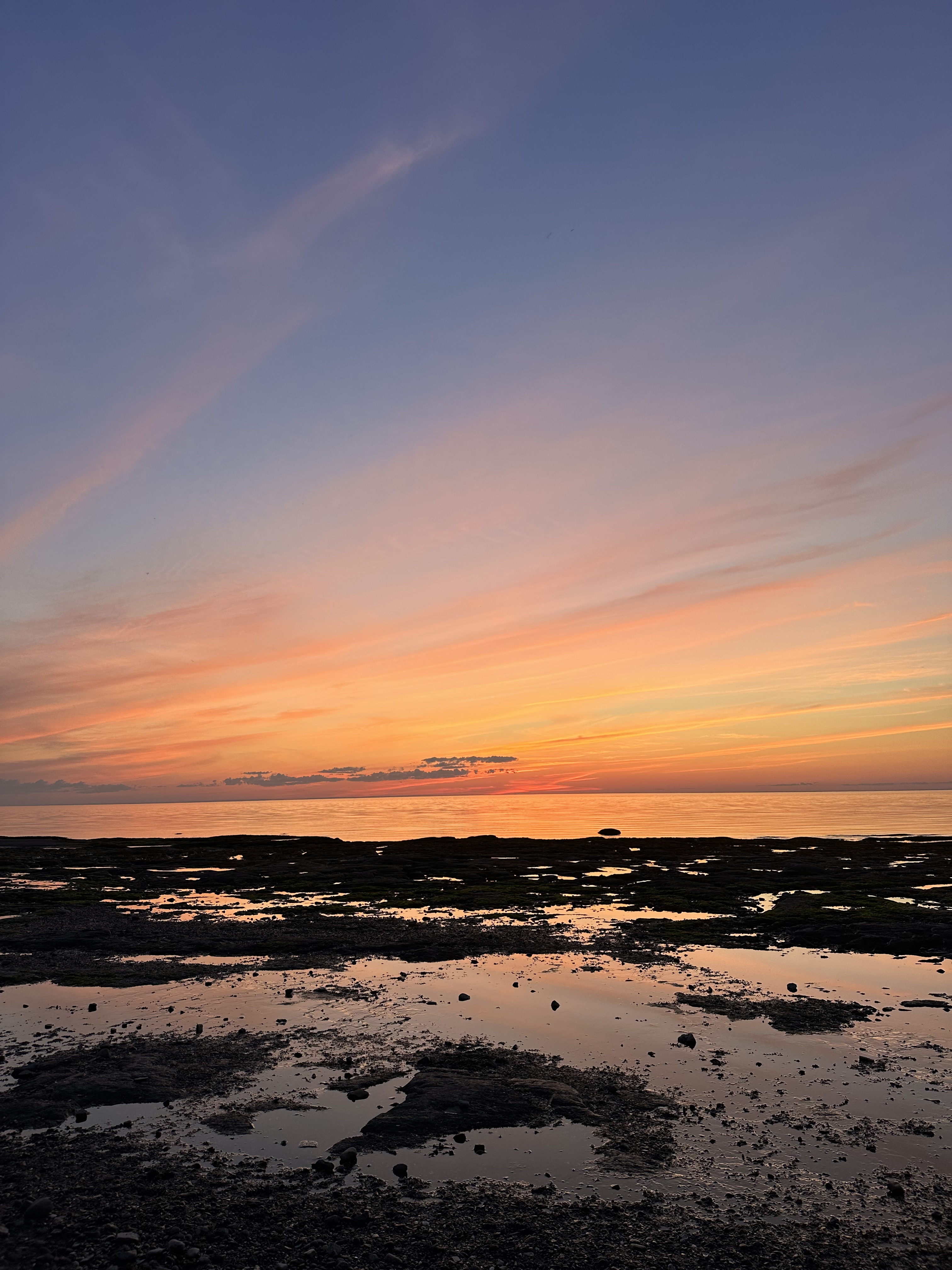

Sainte-Luce est une municipalité de la municipalité régionale de comté (MRC) de La Mitis au Québec (Canada), située dans la région administrative du Bas-Saint-Laurent. Elle fut créée le 29 août 2001 par le regroupement de la municipalité de la paroisse de Sainte-Luce et de la municipalité du village de Luceville. La nouvelle municipalité ainsi créée s'est appelée Sainte-Luce–Luceville jusqu'au 27 avril 2002.

## Histoire

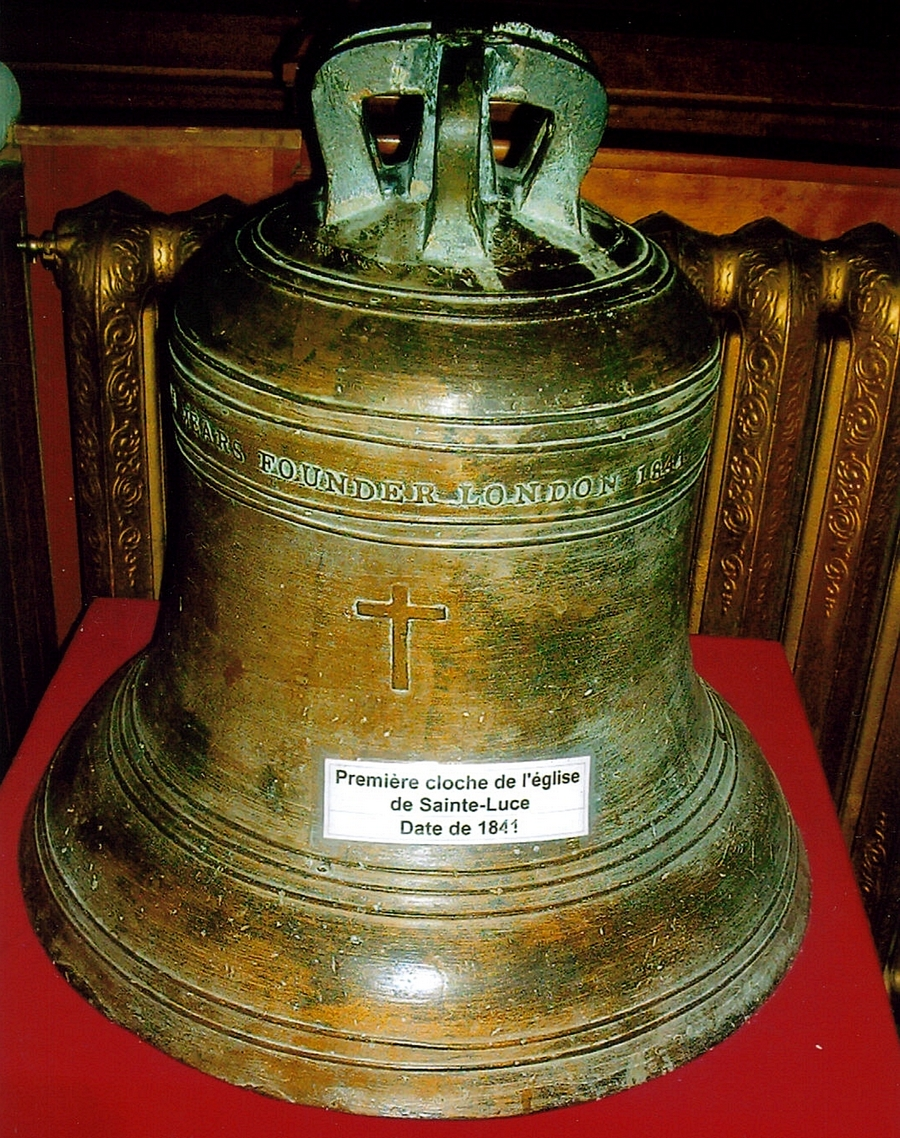
La première cloche de l'église de Sainte-Luce datant de 1841.

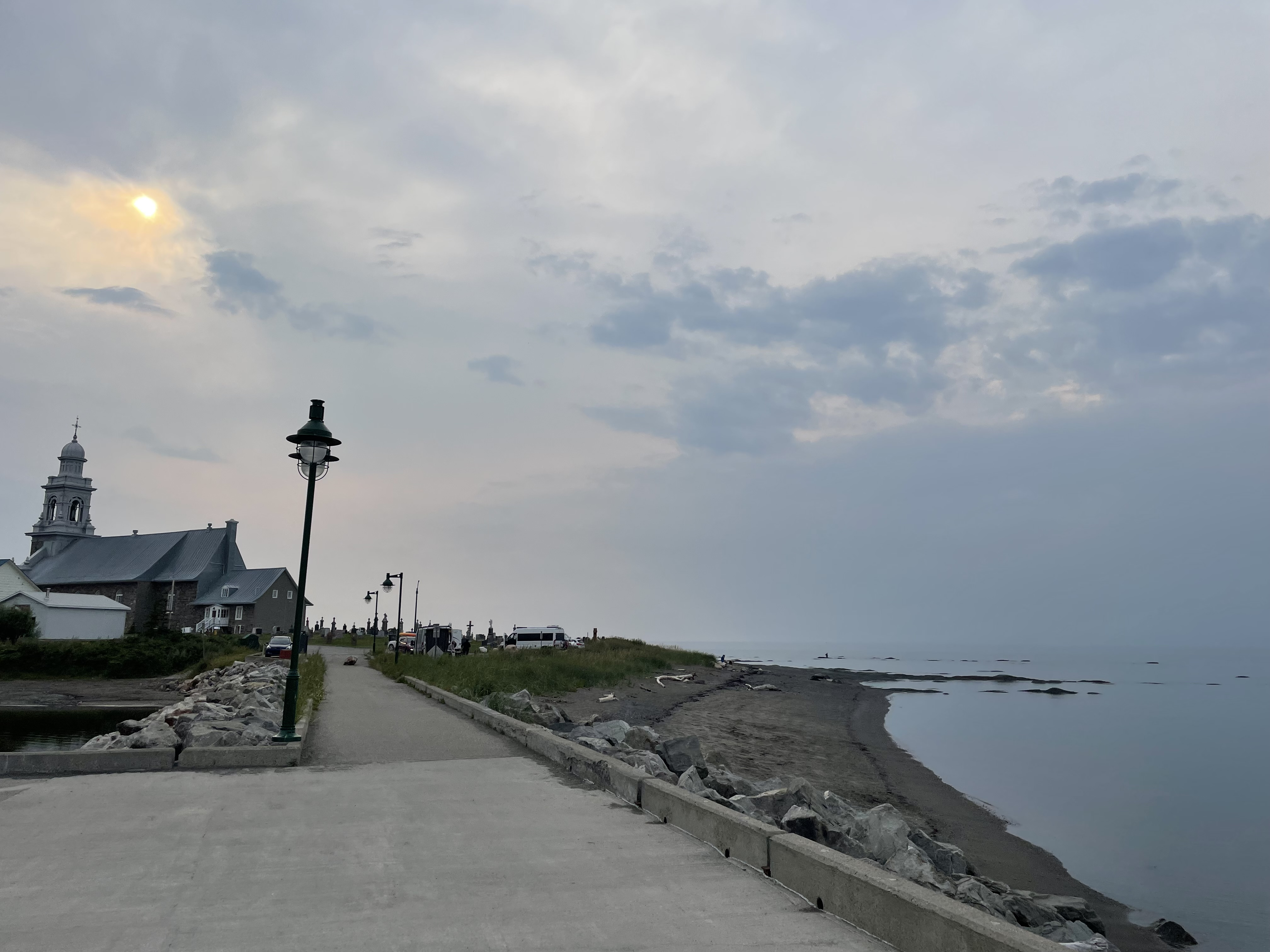
Sainte-Luce-sur-Mer et la paroisse catholique de Sainte-Luce en 2021.

Le territoire est d'abord connu à partir de 1829 comme la paroisse de Sainte-Luce, laquelle sera érigée civilement en 1835. Quoique érigé en 1855 comme municipalité de la paroisse de Sainte-Luce, une municipalité avait déjà été créée à cet endroit en 1845 sous le nom de municipalité de Lessard, du nom de la seigneurie concédée au XVIIe siècle.
Le nom Sainte-Luce honore Luce-Gertrude Drapeau (1794-1880), épouse du notaire Thomas Casault, l'une des seigneuresses lors de l'érection canonique de la paroisse. La sainte patronne de la paroisse est Lucie de Syracuse.
En 1918, la municipalité du village de Luceville est créée à même le territoire de Sainte-Luce. Il convient de signaler que l'endroit fut, pendant longtemps et encore maintenant, un lieu de villégiature très recherché avec l'une des plus belles plages de sable de la région, ce qui lui vaut d'ailleurs d'être désigné populairement sous le nom de Sainte-Luce-sur-Mer. Le nom Luceville identifie maintenant un secteur correspondant au territoire de l'ancienne municipalité du même nom.

## Géographie
Les nombreux ruisseaux qui coulent dans la municipalité font partie du bassin versant de l'estuaire maritime du Saint-Laurent.

## Démographie

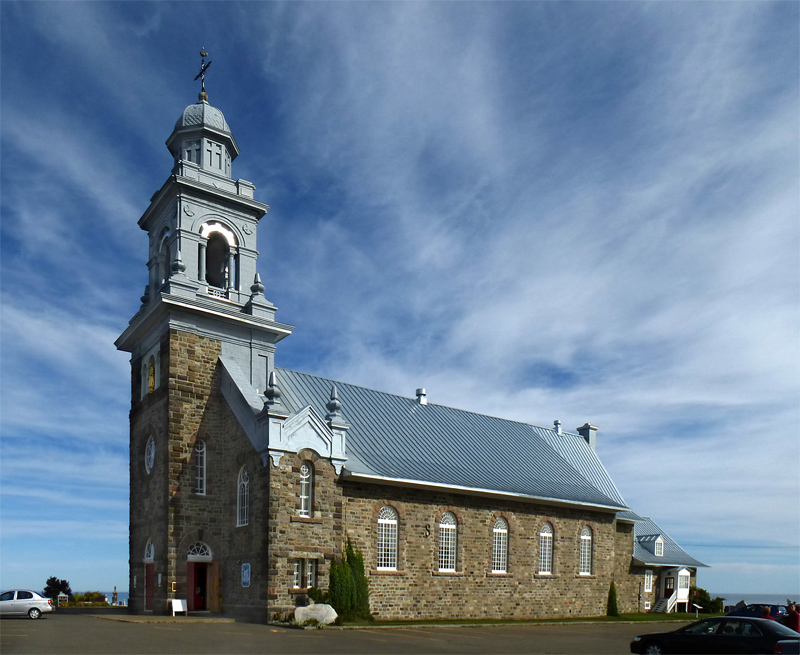
Église de Sainte-Luce en septembre 2012.

| 1996  | 2001  | 2006  | 2011  | 2016  | 2021  |
| ----- | ----- | ----- | ----- | ----- | ----- |
| 1 419 | 2 829 | 2 934 | 2 851 | 2 801 | 2 845 |

## Administration
La municipalité est dirigée par un conseil municipal formé d'un maire et de six conseillers. Les élections ont lieu à date fixe, aux quatre ans.
| Mandat      | Fonction    | Nom                     |
| ----------- | ----------- | ----------------------- |
| 2013 - 2017 | Maire       | Maïté Blanchette Vézina |
| 2013 - 2017 | Conseillers |                         |
| 2013 - 2017 | #1          | Gaston Rioux            |
| 2013 - 2017 | #2          | Roch Vézina             |
| 2013 - 2017 | #3          | Stéphanie Gaudreault    |
| 2013 - 2017 | #4          | Karine Ayotte           |
| 2013 - 2017 | #5          | Micheline Barriault     |
| 2013 - 2017 | #6          | Rémi-Jocelyn Côté       |

| Sainte-Luce Maires depuis 2001                                                                                       |                          |                      |          |
| Élection | Maire                    | Qualité              | Résultat |
| 2001 | Gaston Gaudreault        |                      | Voir     |
| 2005 | Aucune donnée disponible |                      | Voir     |
| 2009 | Gaston Gaudreault        |                      | Voir     |
| 2013 | Paul-Eugène Gagnon       |                      | Voir     |
| 2017 | Maïté Blanchette Vézina  |                      | Voir     |
| avr. 2021 | Micheline Barriault      | Mairesse-suppléante  | Voir     |
| mai 2021 | Roch Vézina              | Nommé par le conseil | Voir     |
| 2021 | Micheline Barriault      |                      | Voir     |
| Élection partielle en italique Depuis 2005, les élections sont simultanées dans toutes les municipalités québécoises |                          |                      |          |

## Attrait touristique
Située à 16 km à l'est de Rimouski, capitale du Bas-Saint-Laurent, Sainte-Luce est surtout connue pour sa plage et la promenade en bordure du fleuve Saint-Laurent. Un concours de châteaux de sable y est organisé annuellement.

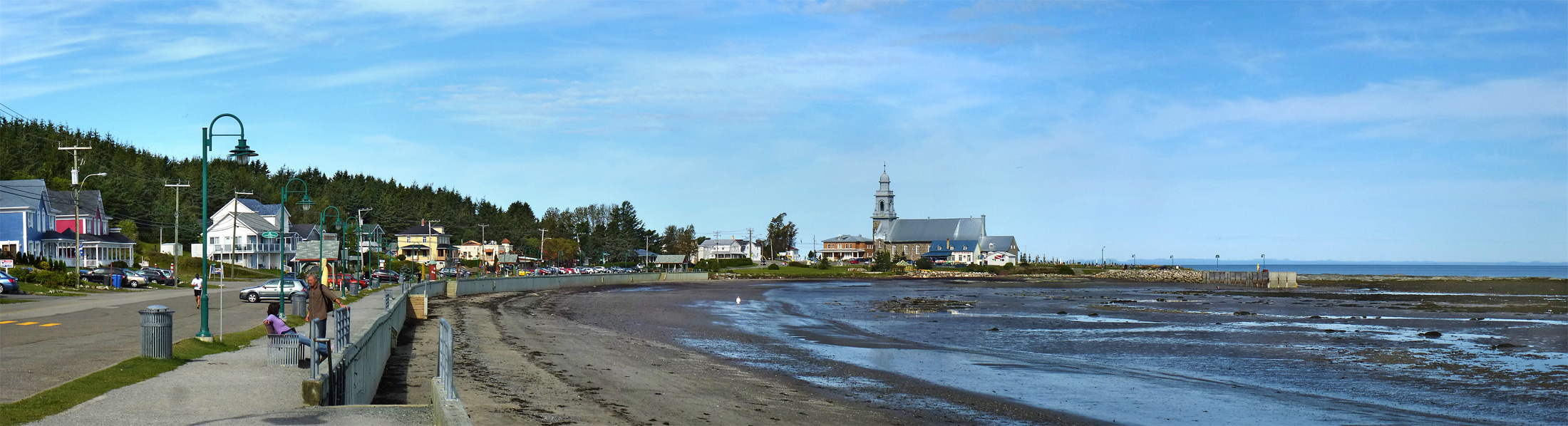
Vue panoramique sur Sainte-Luce en 2012.

## Bien culturel

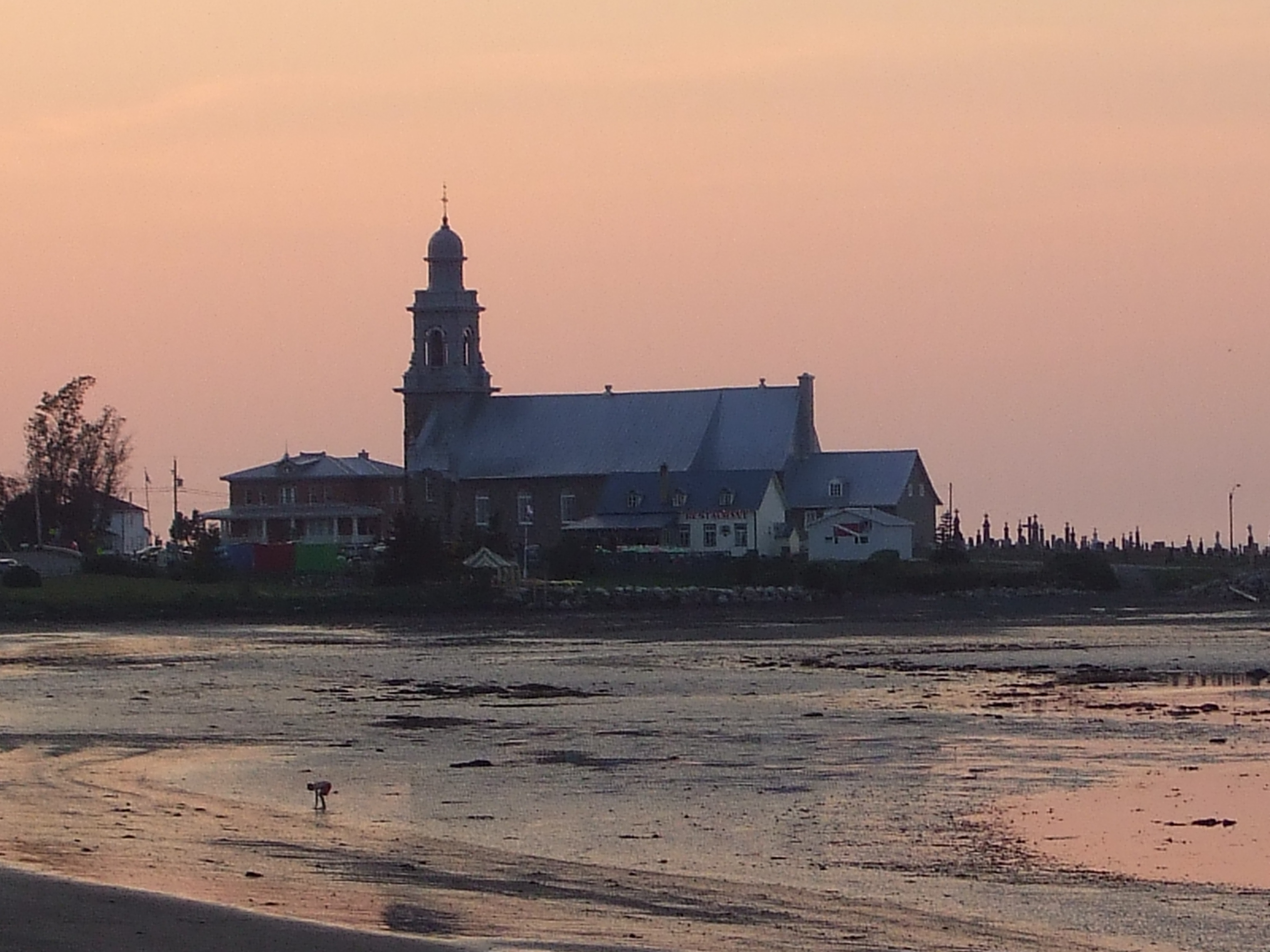
L'église de Sainte-Luce et le cimetière à droite.

L'église de Sainte-Luce datant de 1841, véritable chef-d'œuvre avec ses vitraux, et son architecture remarquable. Elle a été classée bien culturel du Québec en 1955.
Au large de Sainte-Luce, dans le fleuve Saint-Laurent, se trouve l'épave de l’Empress of Ireland. Le navire a coulé en seulement 14 minutes, le 28 mai 1914  en faisant plus de mille victimes. L'épave est classée bien culturel du Québec en 1999.